# Франсе де Нант, Антуан
Граф Антуа́н Франсе́, прозванный Нантским (фр. Antoine Français de Nantes; 17 января 1756 года, Борепер — 7 марта 1836 года, Париж) — французский публицист и государственный деятель.

## Биография
До революции был директором таможни в Нанте. Был выбран депутатом в законодательное собрание, но скоро удалился на родину.
С 1795 до 1797 г. заведовал департаментом Изеры. Выбранный в число членов совета пятисот, отстаивал свободу прессы и боролся с роялистами. После переворота 18 брюмера занял место префекта, потом начальника податного (налогового) управления. Во время реставрации был членом палаты депутатов, с 1831 г. — пэром.

## Сочинения
В своих сочинениях и речах касался, главным образом, вопросов аграрных и финансовых (раскладка податей).
- «Almanach des républicains, pour la troisième année de la République»,
- «Coup d’oeil rapide sur les moeurs, les lois, les contributions, les secours publics, les sociétés politiques, les cultes, le théâtre et sur tous les moyens propres à affermir la constitution de l’an III»;
- «Le manuscrit de feu M. Jérôme» (П., 1825),
- «Recueil des fadaises, composé sur la montagne, à l’usage des habitants de la plaine, par M. Jérôme» (П., 1826),
- «Voyage dans la vallée des originaux» (П., 1828; издано под псевдонимом du Coudrier),
- «Tableaux de la vie rurale, ou l'agriculture enseignée d'une manière dramatique» (Париж, 1829).